# Condado de Dent
O Condado de Dent é um dos 114 condados do estado americano de Missouri. A sede do condado é Salem, e sua maior cidade é Salem. O condado possui uma área de 1 954 km² (dos quais 3 km² estão cobertos por água), uma população de 14 927 habitantes, e uma densidade populacional de 8 hab/km² (segundo o censo nacional de 2000). O condado foi fundado em 1851.